# Joe Harvey
Joseph Harvey, detto Joe (Edlington, 11 giugno 1918 – Newcastle upon Tyne, 24 febbraio 1989), è stato un calciatore e allenatore di calcio inglese, di ruolo centrocampista.

## Carriera

### Club

#### Inizi: Wolverhampton, Bournemouth e Bradford City
Inizia la sua carriera calcistica al Wolverhampton, con cui però non riesce mai a scendere in campo, e quindi nel 1936 venne ceduto a titolo definitivo al Bournemouth. Totalizzerà 37 presenze in due anni tra il 1936 e il 1938. A fine stagione 1937-1938 decise di rescindere il proprio contratto con la società, per poi accasarsi al Bradford City ad inizio 1939.
Allo scoppio della Seconda guerra mondiale Harvey si unì alla Royal Artillery diventando sergente maggiore nel Royal Army Physical Training Corps. Nella stagione 1943-1944 Harvey totalizzò 28 presenze in campionato, e 25 nella stagione successiva.

### Newcastle United
Il suo stato di forma durante la sua ultima stagione al Bradford impressionò il Newcastle United e il 20 ottobre 1945 decisero di acquistarlo per un totale di £ 4500. Si affermò rapidamente nella squadra delle riserve e dopo un debutto impressionante in prima squadra contro il Barnsley venne nominato capitano della squadra. Alla fine della sua prima stagione con il club venne ufficialmente smobilitato dall'esercito. Anche grazie al suo periodo da sergente, divenne una figura autorevole nella rosa del Newcastle, guadagnandosi ben presto tutto il rispetto da parte dei suoi compagni di squadra. Nella stagione 1946-1947 venne sospeso dalla dirigenza assieme al suo compagno Len Shackleton a seguito di una protesta contro il tipo di alloggi che la società aveva fornito alla squadra. In seguito, i due giocatori si sono scusati pubblicamente per le loro azioni. Nonostante le polemiche, rimase comunque un giocatore molto popolare per la tifoseria e fondamentale per la squadra. Nella stagione 1947-1948 divenne una figura centrale della promozione dei Magpies in First Division, dopo che la squadra riuscì a perdere solamente 5 gare in tutta la stagione. 
Da capitano della squadra, riuscì a vincere due FA Cup consecutive (1950-1951 e 1951-1952). Si ritirò dalle attività agonistiche il 1º maggio 1953 all'età di 34 anni, disputando la sua ultima gara in campionato contro l'Aston Villa.

### Allenatore
Appena dopo il suo ritiro da calciatore, ha iniziato a frequentare dei corsi per ottenere il patentino da allenatore, guidati dall'ex commissario tecnico della Nazionale inglese Walter Winterbottom. Nel 1954, dopo aver ottenuto il patentino, otterrà il suo primo incarico da allenatore sulla panchina del Crook Town. Alla guida del club riuscì a raggiungere le finali dell'FA Amateur Cup contro i rivali locali del Bishop Auckland: dopo un pareggio per 2-2 a Wembley davanti a 100.000 persone e un altro pareggio al St James' Park davanti a 52.000 tifosi sempre per lo stesso risultato, è riuscito finalmente a trionfare per 1-0 all'Ayresome Park davanti un pubblico di 39.000 persone.
Dopo aver lasciato il club, Harvey decise di approdare sulla panchina del Barrow che in quel momento si trovava in una situazione difficile. Riuscire a gestire la squadra si rivelò fin da subito problematico: la rosa era composta da solo cinque giocatori al momento della sua nomina, e di conseguenza dovette presentare domanda per la rielezione in base alla media gol nella stagione 1955-1956. Lascerà fin da subito il Barrow facendosi nominare nuovo tecnico del Workington nel 1956. Inizialmente, Harvey fece molta fatica per riportare la squadra in una forma ottimale, ma la sua influenza porterà il club ben presto verso la zona promozione. Fece anche domanda per il posto vacante di allenatore sulla panchina del Newcastle, ma il club decise di ingaggiare Charlie Mitten.
Successivamente, Harvey si unì allo staff tecnico del Newcastle, assistendo all'ennesima vittoria dell'FA Cup da parte dei Magpies nel 1954-1955. Nel frattempo, il posto in panchina si liberò nuovamente a causa del licenziamento di Mitten e a lui successe proprio Harvey. Con lui alla guida, il Newcastle arrivò alla vittoria della Coppa delle Fiere nella stagione 1968-1969.
L'ultimo giocatore che Harvey ingaggiò fu John Tudor, acquistato per una somma di £ 888 dallo Sheffield United, dimostrando ben presto di essere un ottimo partner d'attacco di Malcolm Macdonald. Con Harvey in panchina, il Newcastle riuscì a raggiungere l'undicesimo posto in classifica nella stagione 1971-1972. Per la stagione successiva, decise di ricorrere nuovamente al settore giovanile della squadra, convocando in prima squadra i giovani terzini Alan Kennedy e Irving Nattrass. Nel corso della stagione il Newcastle migliorò notevolmente finendo ottavo in classifica, perdendo però la finale di Coppa UEFA. Nel mentre, Harvey riuscirà ad acquistare Terry McDermott, giocatore che aveva il compito di sostituire Anthony Green ritiratosi a soli 26 anni a causa dei troppi infortuni.
La stagione 1973-1974 fu una stagione di consacrazione per il Newcastle che a novembre si trovava al secondo posto in campionato ma che, a causa di vari problemi interni, finì per scivolare al quindicesimo posto venendo anche eliminati al terzo turno di Coppa di Lega. Nel frattempo in FA Cup incappano in un pareggio per 2-2 contro l'Hendon, che riusciranno a battere nella gara di ritorno per ben 4-0. Nel turno successivo incontreranno lo Scunthorpe United: all'andata il Newcastle incapperà nuovamente in un pareggio per 1-1 e mentre al ritorno una doppietta di Macdonald guiderà i Magpies a una vittoria 3-0. Il quinto turno ha visto il Newcastle impegnato contro il West Bromwich Albion: il Newcastle sarà reduce di una prestazione superlativa, battendo gli avversari per 3-0. Al turno successivo i Magpies si ritroveranno ad affrontare una gara molto difficile contro il Nottingham Forest, che inizialmente si ritroverà in vantaggio per 3-0 con tanto di sospensione della gara a causa di un'invasione di campo; quando la gara riprese il Newcastle riuscirà in una strabiliante rimonta, riuscendo a mettere a segno quattro reti in 45 minuti, ribaltando totalmente il risultato. Successivamente affronteranno il Burnley in semifinale, con Macdonald che ha messo a segno la doppietta che ha garantito al club bianconero la finale. Il Newcastle avrebbe affrontato il Liverpool allenato da Bill Shankly, ma i Magpies si ritrovarono indietro con la preparazione per la gara: infatti, le magliette ufficiali della squadra non arrivarono allo stadio e quindi il Newcastle fu costretto a giocare con delle divise viola. Tuttavia, il Liverpool si imporrà pesantemente sul Newcastle, sconfiggendolo per 3-0 con una doppietta di Kevin Keegan.
Harvey decise di dimettersi alla fine della stagione 1974-1975 dopo varie polemiche da parte della tifoseria. Nell'agosto 1980 decise di ritornare in panchina per aiutare la squadra a ritornare in First Division e per sostituire l'esonerato Bill McGarry; in questo breve periodo riuscì ad ottenere due vittorie e un pareggio. In seguito, al suo posto fu nominato Arthur Cox, che a sua volta avrebbe poi nominato Kevin Keegan, colui che riuscì a riportare i Magpies in massima divisione. Morì il 24 febbraio 1989 a causa di un attacco di cuore all'età di settant'anni.
Nel 2014 venne eretta sul muro perimetrale di Gallowgate End al St. James Park una targa in bronzo massiccio raffigurante la sua faccia.

## Palmarès

### Giocatore
- Coppa d'Inghilterra: 2

Newcastle: 1950-1951, 1951-1952

### Allenatore

#### Competizioni nazionali
- FA Amateur Cup: 1

Crook Town: 1953-1954
- Second Division: 1

Newcastle: 1964-1965

#### Competizioni internazionali
- Coppa delle Fiere: 1

Newcastle: 1968-1969
- Texaco Cup: 2

Newcastle: 1973-1974, 1974-1975
- Coppa Anglo-Italiana: 1

Newcastle: 1973